# Kaczagani
Kaczagani (gruz. კაჩაგანი) – wieś w Gruzji, w regionie Dolna Kartlia, w gminie Marneuli. W 2014 roku liczyła 2487 mieszkańców.

## Urodzeni
- Daszgyn Giulmamedow